# Smith Peak
Smith Peak är en bergstopp i Antarktis. Den ligger i Västantarktis. Inget land gör anspråk på området. Toppen på Smith Peak är 583 meter över havet.
Terrängen runt Smith Peak är kuperad åt sydväst, men åt nordost är den platt. Terrängen runt Smith Peak sluttar söderut. Trakten är obefolkad. Det finns inga samhällen i närheten. 